# بیلزان
شهر بیلزان (به فرانسوی: Bilzen) در شهرستان تنژران در استان لمبورگ در منطقه فلاندری در کشور بلژیک واقع شده‌است.

## نگارخانه

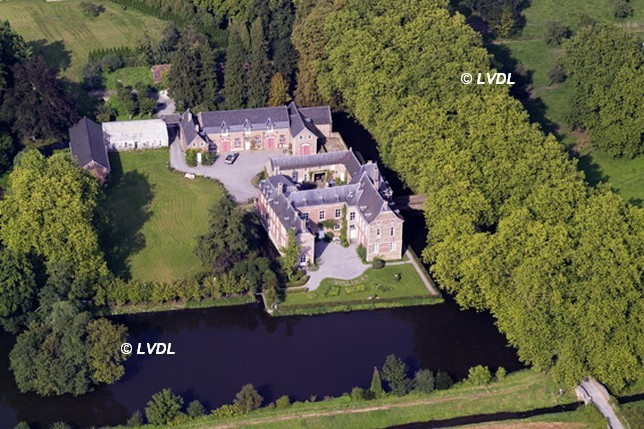
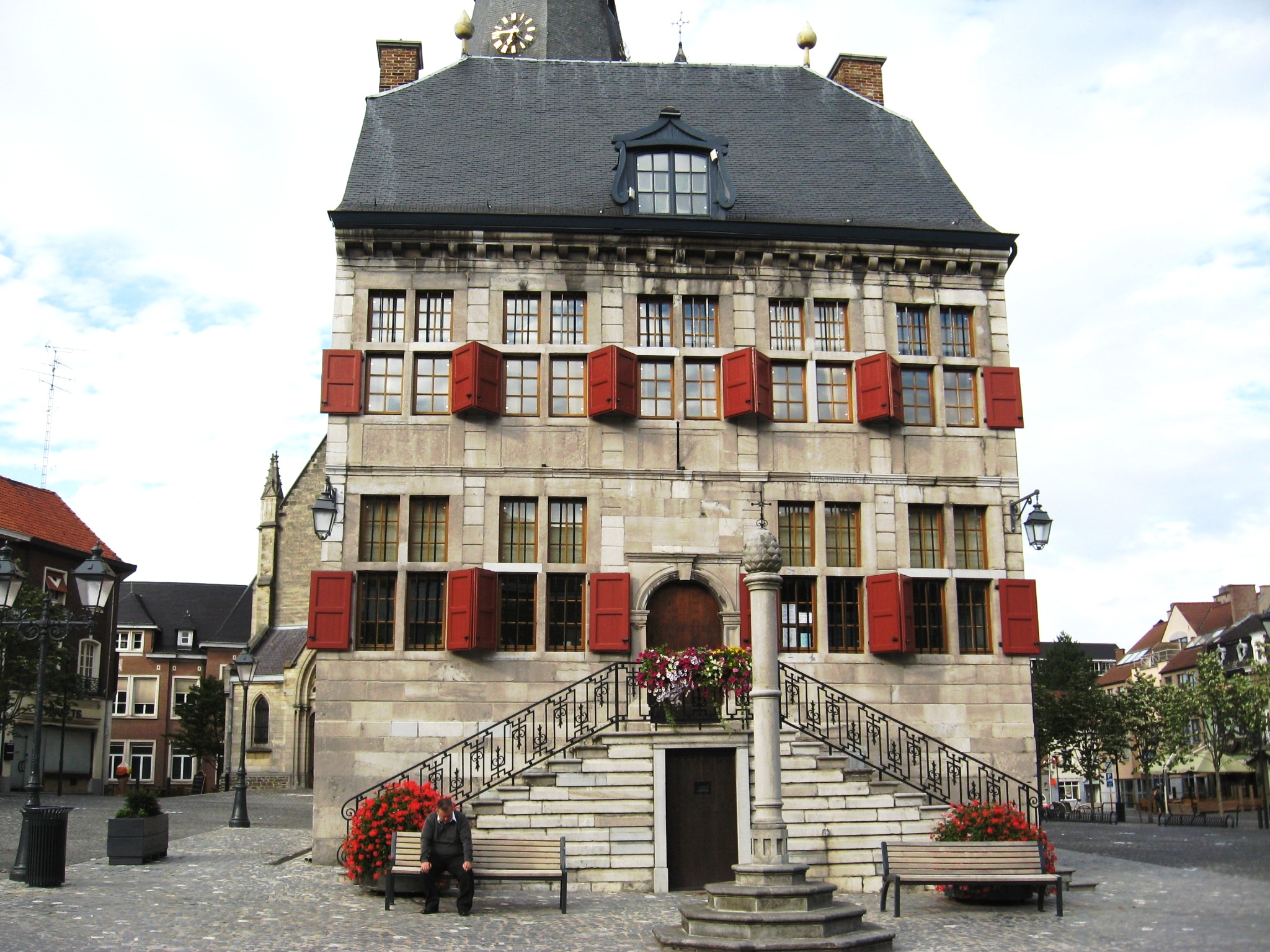
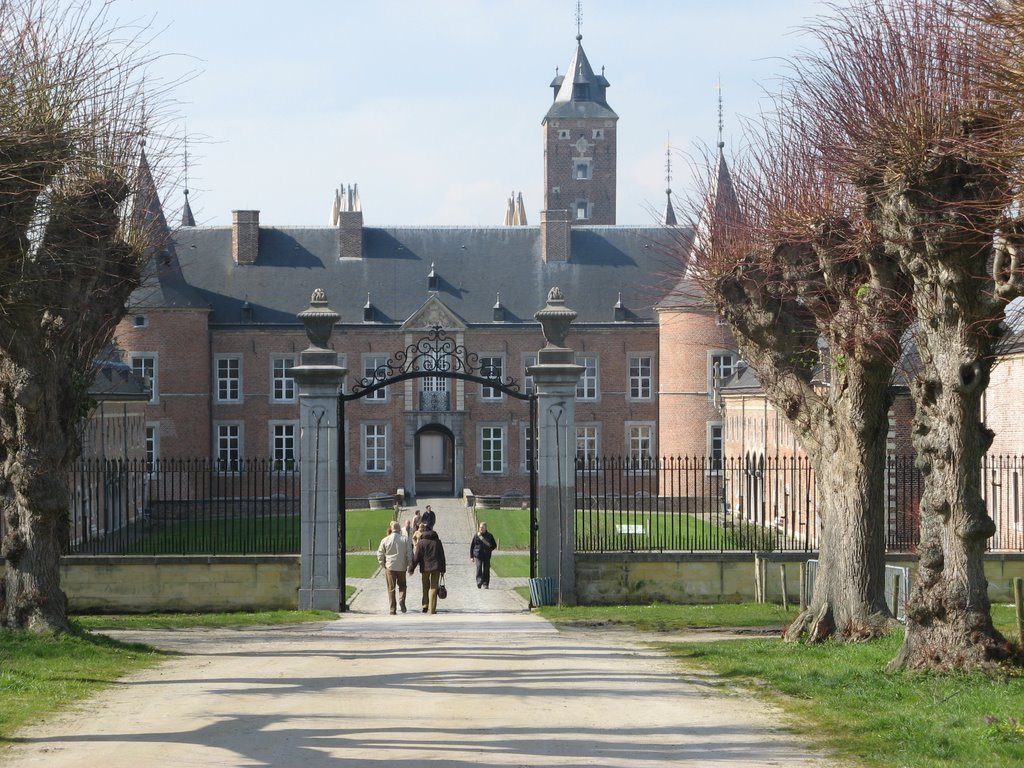